# Friedrich Sthamer

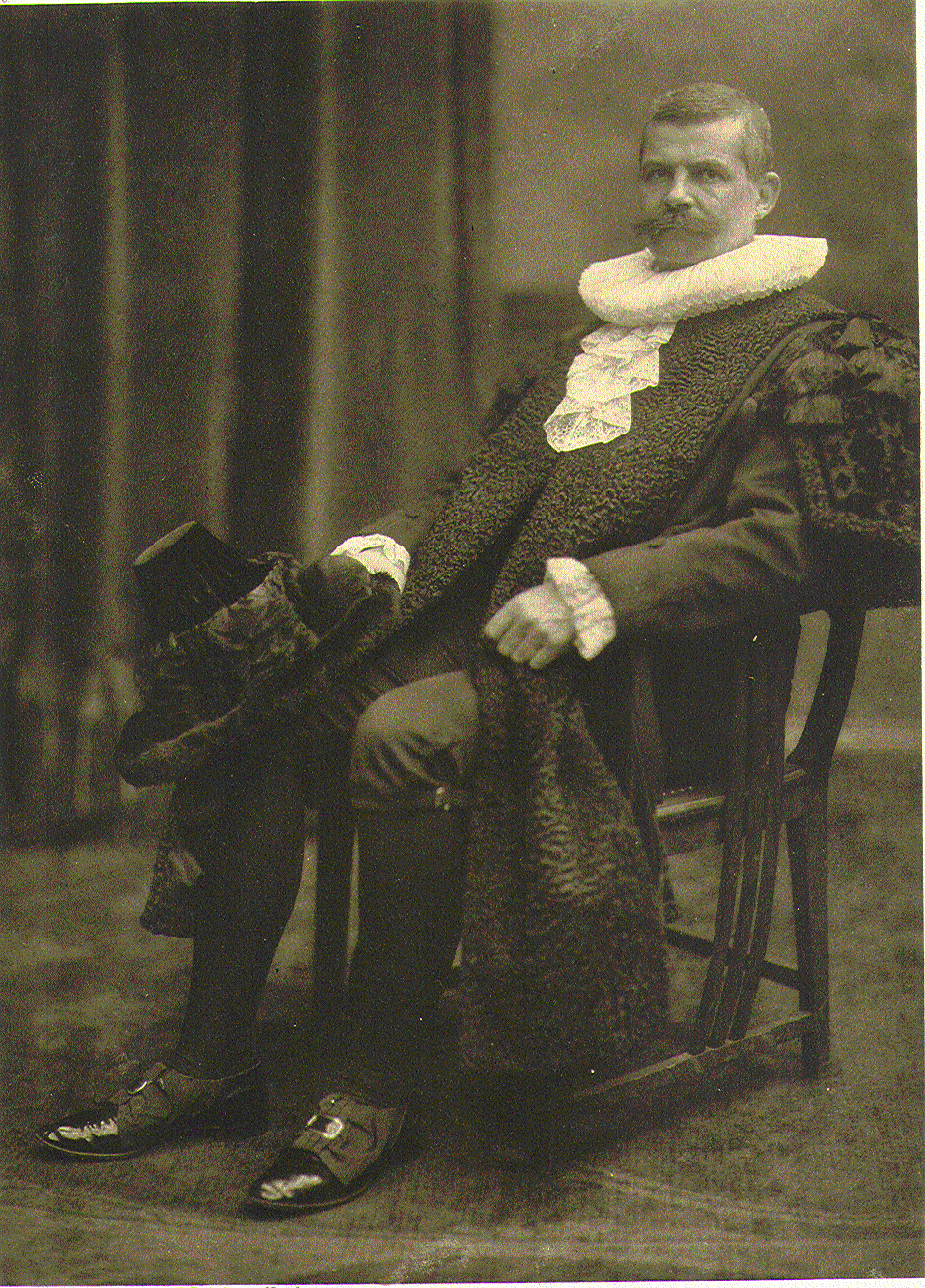
Gustav Friedrich Sthamer in ambtskledij in 1905

Gustav Friedrich Carl Johann Sthamer (Groß Weeden, 24 november 1856 - Hamburg, 29 juni 1931) was een Duits advocaat, diplomaat en politicus die eerste burgemeester (Erste Bürgermeister) van Hamburg was geweest.

## Biografie
Gustav Friedrich Sthamer stamde uit een oude patriciërsfamilie (Großbürgerfamilie) uit Hamburg. Zijn grootvader, Edmund Sthamer (1803-1872) was senator van Hamburg geweest en zijn vader was rijk geworden met een door hem opgerichte firma in Havana, Cuba.
Gustav Friedrich Sthamer groeide op op het Gut Groß Weeden - familiebezit tot 1860 - en volgde onderwijs aan het klassieke gymnasium te Kiel. Daarna studeerde hij rechten aan de universiteiten van Heidelberg, Leipzig en Göttingen. In 1878 promoveerde hij in Göttingen en vestigde zich als advocaat in Hamburg (1 januari 1879). In 1892 werd hij in het bestuur van de balie van Hamburg gekozen en in 1900 werd hij in het hoofdbestuur van de hogere scholen gekozen.
Gustav Friedrich Sthamer was van 1901 tot 1904 lid van de Hamburgische Bürgerschaft (parlement) van de Vrije en Hanzestad Hamburg. Op 13 juli 1904 werd hij in de Senaat (regering) van de stadstaat gekozen. In 1915 legde hij zijn senaatsmandaat tijdelijk neer en volgde stadsgenoot Justus Strandes op als hoofd van het burgerbestuur van het door Duitse troepen bezette Antwerpen. In 1917 keerde hij weer naar Hamburg terug en hervatte zijn werkzaamheden als senator.
Bij de eerste democratische verkiezingen op 16 maart 1919 werd Sthamer als senator herkozen. Op 22 december 1919 werd Sthamer tot eerste burgemeester (Erste Bürgermeister) en voorzitter van de Senaat (Präsidents des Senats) gekozen. Zijn ambtstijd als eerste burgemeester was waarschijnlijk de kortste in de geschiedenis van Hamburg: reeds op 13 februari 1920 trad hij af. Hij bleef nog tot 9 september 1920 lid van de Senaat.
Sthamer werd op 14 februari 1920 zaakgelastigde van Duitsland in Londen; op 27 augustus 1920 volgde zijn benoeming tot ambassadeur aan het Hof van Sint-James. Hij had een aandeel in de totstandkoming van het Verdrag van Locarno en ondertekende dit verdrag in december 1925 in Londen. In september 1930 ging Sthamer met pensioen en werd hij opgevolgd door Konstantin von Neurath.
Gustav Friedrich Sthamer overleed op 74-jarige leeftijd in Hamburg.